# جيمي لي كغيفيتز
جيمي لي كغيفيتز (بالألمانية: Jamie-Lee Kriewitz)‏ (ولد 18 مارس 1998)، المعروف اختصاراً بالاسم جيمي لي، مغنية وناشطة ألمانية. ولد ونشأ في بنيغسن، هانوفر
ثم مثلت ألمانيا في مسابقة الأغنية الأوروبية 2016، وحلت في المركز السادسة والعشرين في الجولة النهائية، مسجلة 11 نقطة.

## روابط خارجية
- جيمي لي كغيفيتز على موقع IMDb (الإنجليزية)
- جيمي لي كغيفيتز على موقع ميوزك برينز (الإنجليزية)
- جيمي لي كغيفيتز على موقع ديسكوغز (الإنجليزية)

- الموقع الرسمي
- Jamie-Lee Kriewitz نسخة محفوظة 18 سبتمبر 2017 على موقع واي باك مشين. on the مجموعة يونيفرسال الموسيقية website.